# Zachariasz Nowachowicz

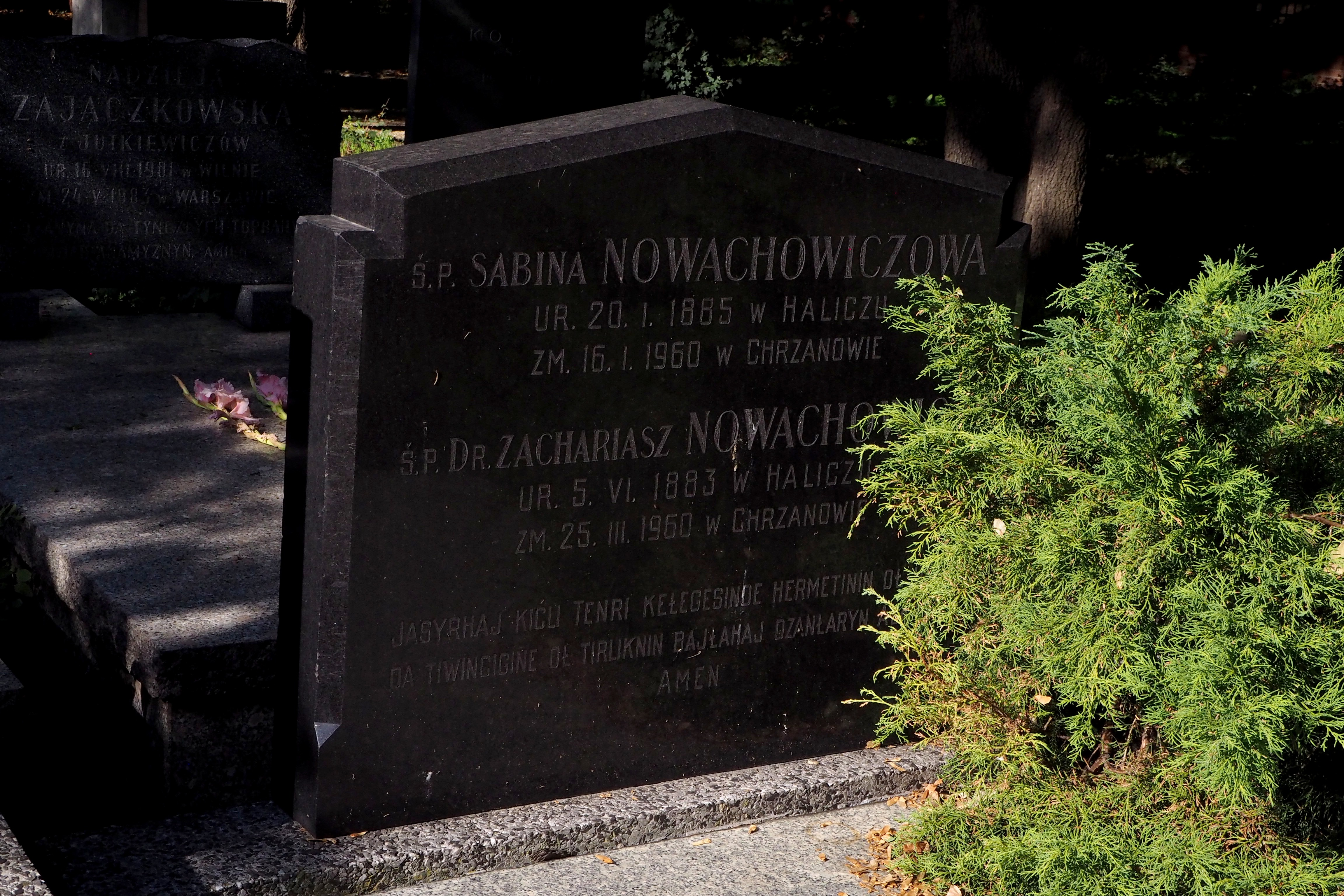
Grób Zachariasza Nowachowicza na cmentarzu karaimskim przy ul. Redutowej w Warszawie

Zachariasz Nowachowicz (ur. 5 czerwca 1883, zm. 25 marca 1960 w Chrzanowie) – prawnik, przewodniczący gminy karaimskiej w Haliczu.
Pochodził z zamożnej rodziny wywodzącej się z Kukizowa pod Lwowem. Uczestnik polskiego ruchu niepodległościowego, brał udział w I wojnie światowej. W 1917 uzyskał doktorat z prawa na Uniwersytecie Lwowskim. Został adwokatem, zamieszkał w Haliczu, gdzie przewodniczył tamtejszej gminie karaimskiej. Brał udział w pracach nad ustawą o Karaimskim Związku Religijnym w RP z 1936 r. Po II wojnie światowej osiadł w Chrzanowie. Ponieważ nie otrzymał zgody na wykonywanie zawodu adwokata, pracował jako notariusz. Wszedł w skład zatwierdzonego przez Ministerstwo Administracji Publicznej w 1948 Karaimskiego Zarządu Duchownego.
Był żonaty z Sabiną z Samuelowiczów (ur. 1885, zm. 1960), nauczycielką, działaczką Koła Pań Karaimskich w Haliczu. Zmarł wkrótce po jej śmierci; ich szczątki, ekshumowane w październiku 1960 r. z cmentarza w Chrzanowie, zostały złożone na Cmentarzu Karaimskim w Warszawie.